# Manuel Normal
Manuel Normal, eigentlich David Haider (* 15. September 1979 in Linz) ist ein österreichischer Musiker, Songwriter und Produzent. Sein Genre umfasst das Alternative. 2007 veröffentlichte er sein Debütalbum Frontal. Im gleichen Jahr wurde er mit dem Titel Sicher ned du Zweitplatzierter beim FM4 Protestsongcontest.
Sowohl mit seiner Band „ManuelNormal“ (Stefan Lindenbauer – Gitarre, Ingolf Eder – Bass und Nik Gattringer – Schlagzeug / Jochen Reidinger bis 2018) als auch Solo-unplugged war er immer wieder auf Tourneen. Seit 2020 befindet sich die Band in einer künstlerischen Pause.
2008 und 2010 war er für den FM4 Award, der im Rahmen des Amadeus Austrian Music Award verliehen wird, nominiert. 2008 wurde ihm ein Austrian Newcomer Award verliehen. Als Songtexter für die österreichische Formation Folkshilfe war er 2021 unter anderen für den Amadeus Songwriter des Jahres nominiert.
Er veröffentlichte bisher vier eigene Studioalben als Koproduktion seines Labels MNRecords mit dem Verlag Hoanzl. 2011 gründete er zusätzlich das Label Kofferradio und veröffentlicht seither in Koproduktion mit dem Verlag Hoanzl die Werke der Künstler Blonder Engel, Blonder Engel & die Hedwig Haselrieder Kombo, Beda mit Palme, Fotzhobl, DaLenz, Kyrre Kvam, Hertha, Artarakt, Chevapcici, Bananz, Zeta Primes, Drugocek, Cler & Klainer, Dschuls & Mey, Mojo Incorporation, Günther Lainer & Ernst Aigner. Einige dieser Künstler produziert er auch selbst – in seinem 2014 eröffneten Tonstudio Audiogarten in Wallern, Oberösterreich.

## Diskografie

### Alben
- 2019: Töchtersöhne (Hoanzl)
- 2014: Normal is des ned (Hoanzl)
- 2010: De Wöd Steht Nimma Laung (Hoanzl)
- 2007: Frontal (Hoanzl)

### Beiträge zu Kompilation
- 2009: FM4 Soundselection 21
- 2008: Protestsongcontest 2004–2007
- 2008: Lieber ein Verlierer sein…
- 2007: FM4 Soundselection 16
- 2007: Öst. Musikfonds Werkschau 2007